# Pierre Charron
Pour les articles homonymes, voir Charron.
Ne pas confondre avec l'homme politique Pierre Charon et la rue Pierre-Charron.
Pierre Charron (1541 à Paris - 16 novembre 1603 à Paris) est un théologien, un philosophe, un orateur et un moraliste du XVIe siècle.

## Biographie
Pierre Charron est fils d'un libraire qui a 25 enfants. Il suit des études de philosophie et de droit. Il exerce d'abord la profession d'avocat, puis reçoit les ordres, et se fait bientôt un nom par ses prédications. Marguerite de France en fait son prédicateur. Plusieurs évêques l'attirent auprès d'eux, et il séjourne comme théologal à Bazas, Lectoure, Agen, Cahors, et à Condom, où il achète une maison et y fait graver sur un linteau : « Je ne sais ». Il rencontre Montaigne à Bordeaux, avec qui il se lie d'une grande amitié et qui a une grande influence sur son œuvre. Il adopte bientôt sa philosophie.  Montaigne le désigne comme héritier du blason de sa maison. Charron reconnait plus tard ce témoignage d'affection et d'estime en instituant le beau-frère de Montaigne son légataire universel. En 1595, il est envoyé à Paris comme député à l'assemblée du clergé et devient secrétaire de cette assemblée. Il est mort d'apoplexie à Paris en 1603.

## Pensée

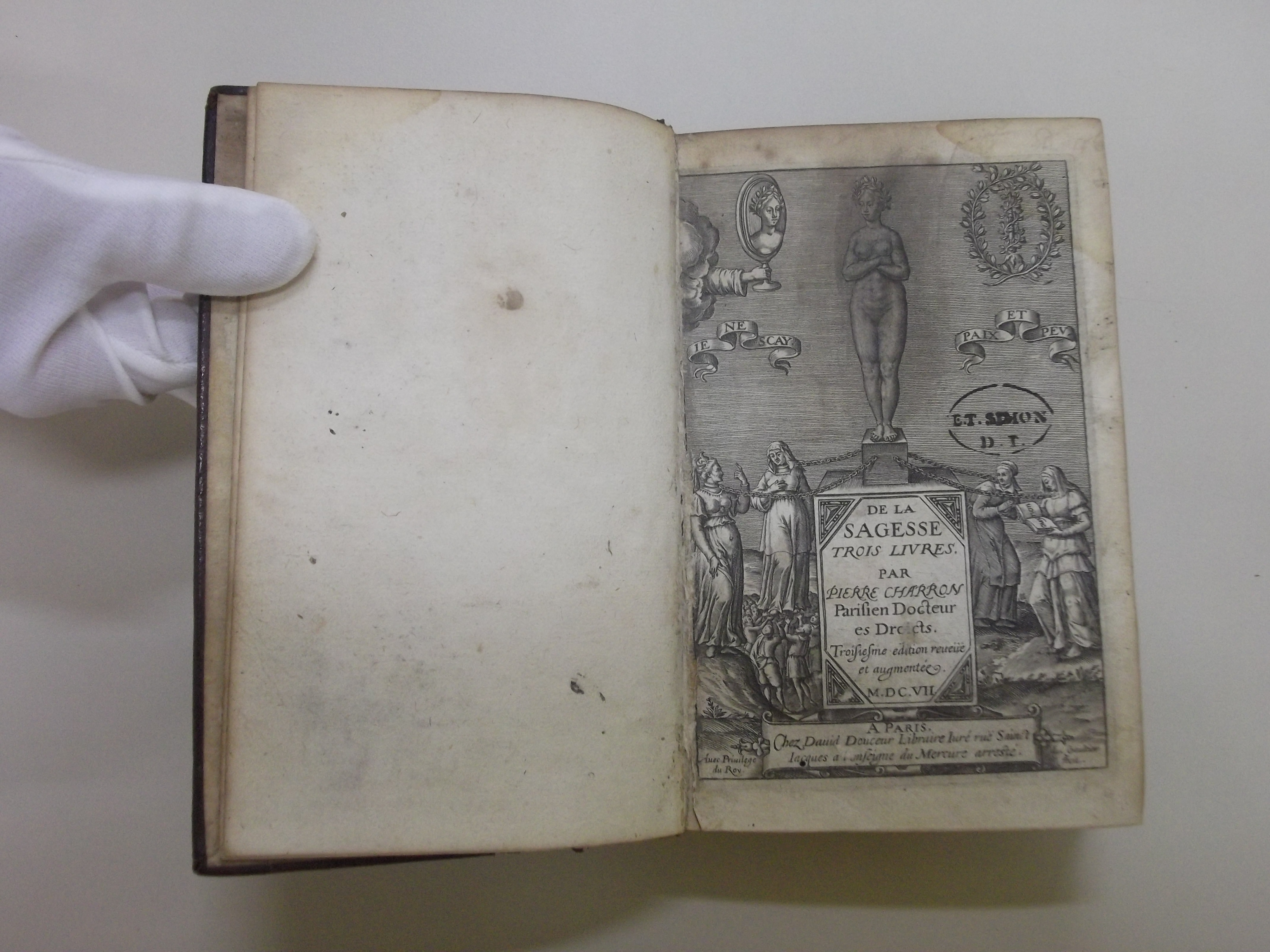
De la sagesse : trois livres / par Pierre Charron. – 3e éd. rev. et augm.– Paris : David Deuceur Libraire Iuré, 1607.

Charron composa un Traité de la Sagesse qu'il a publié en 1601 à Bordeaux, après d'autres ouvrages concernant la religion, et qui présentait un catholicisme orthodoxe, répondait aux attaques dont il était l'objet et provoqua un scandale : il y défendait la tolérance religieuse, ce qui le fit accuser d'athéisme. « Nous sommes circoncis, baptisés, juifs, mahométans, chrestiens avant que nous sachions que nous sommes hommes. » Il séparait ainsi la religion de la morale (morale appuyée sur la nature), ouvrant l'espace d'une pensée laïque. C'est encore un des meilleurs traités de morale connu au XIXe siècle ; mais on y trouve quelques propositions hasardées qui en firent longtemps défendre l'impression et le firent mettre à l'Index librorum prohibitorum à Rome. 
Des pamphlétaires, jésuites en particulier et en premier lieu le père Garasse, l'attaquèrent vigoureusement et les critiques continuèrent bien après sa mort, l'accusant de plagiat à l'égard de Montaigne et des auteurs de l'Antiquité. Il imita également le style de Montaigne, mais il avait moins de grâce et de naïveté. Charron a aussi laissé un Traité des Trois Vérités (existence de Dieu, vérité du Christianisme, vérité du Catholicisme), 1594, fort estimé, et un Abrégé du Traité de la Sagesse. La meilleure édition de la Sagesse est celle qu'a donnée Amaury Duval, 1820, 3 v. in-8.
Emmanuel Faye estime que, pour fonder une philosophie morale autonome et directement
enracinée en l’homme, Pierre Charron a cru devoir écarter entièrement la métaphysique, jugée par lui toute spéculative. Charron pense donc que la philosophie morale suffit pour penser ce qu’il nomme l’« excellence et perfection de l’homme ». Avant Spinoza et son Éthique, l'idée « Dieu c'est-à-dire la nature » est exprimée par Pierre Charron, ce qu'a relevé Michel Onfray. Ce thème est déjà présent dans la philosophie juive, elle-même marquée par la pensée de Moïse Maïmonide,.
Descartes s'inspirera de sa méthode du doute pour la rédaction du Discours de la méthode.

## Œuvres
- Les Trois Veritez contre les Athées, idolatres, Iuifs, Mahumetans, hérétiques, & schismatiques, etc. : livre trois, Bordeaux, Simon Millanges, 1593, 552 p. (lire en ligne sur Gallica).
- Les trois veritez : livre trois, Bordeaux, Simon Millanges, 1595 (lire en ligne).
- L'octave, contenant huict discours du S. sacrement ; avec un autre discours de la communion des saincts. par M. Pierre Charron, parisien, Bordeaux, Simon Millanges, 1600, 204 p. (lire en ligne).
- De la Sagesse : livre trois, Bordeaux, Simon Millanges, 1601, 804 p. (lire en ligne).
- Discours chrestiens de M. Pierre Charron, parisien, chantre et chanoine théologal de l'église cathédrale de Condom. Seconde partie, Bordeaux, Simon Millanges, 1601 (lire en ligne).

- Seize discours chrestiens, Bordeaux, Simon Millanges, 1604.

- Œuvres complètes, Paris, 1635 avec une vie de l'auteur, par Michel de La Rochemaillet (reprises à Genève, 1970).

### Source partielle
- Marie-Nicolas Bouillet  et Alexis Chassang (dir.), « Pierre Charron » dans Dictionnaire universel d’histoire et de géographie, 1878 (lire sur Wikisource)
- « Comment Pierre Charron voyait les finances du prince en 1601 », dans Études & documents, tome II, Paris, Comité pour l’histoire économique et financière de la France, 1990, p. 441-446.